# Sebastià Carratalà
Sebastià Carratalà   (la Vilavella, 1965) és un artista plàstic, escriptor, periodista i professor valencià.
Llicenciat en Història de l'art, des de l'any 1987 treballa en equip amb la també artista i escriptora Anna Moner. Plegats, han dut a terme més de vint projectes i exposicions personals. La seua obra plàstica s'ha pogut veure, entre altres ciutats, a València, Castelló de la Plana, Vila-real, Alcoi, Alzira, Sevilla, Madrid, Bordeus, Ceret, Nantes i París.
Ha publicat articles en catàlegs i revistes, com ara Cimal Art Internacional, Ars Mediterranea, Serra d'Or, Mètode, etc. Ha sigut professor col·laborador de l'Institut de Creativitat i Innovacions Educatives, i de la Nau dels Estudiants, de la Universitat de València, entre els anys 1995 i 2001, on ha impartit cursos i seminaris sobre art i naturalesa, i la imatge de la dona en l'art. És coautor de l'obra teatral «La morta enamorada», estrenada el 2010 en el Gran Teatre d'Alzira per la companyia del mag Yunke i presentada el 2011 en el Teatre Alcázar de Madrid en la versió en castellà. També ha publicat l'assaig A l'ombra del temps (2017), un conjunt d'escrits que analitzen les expressions dels artistes llançades des de les seues obres, on les valoracions, però, van molt més enllà de la interpretació personal. L'autor destaca una sèrie de trets que expliquen el perquè d'unes èpoques, d’uns països, d'uns fenòmens i d'uns canvis.
Com a periodista, col·labora en diversos mitjans, com ara Diari La Veu, del qual és el director, o El Temps de les Arts. Ha sigut guionista, codirector i conductor del programa Gabinet de curiositats, de la ràdio d'À Punt Mèdia.

## Reconeixements
- 'Premi Ciutat d'Alcoi de Novel·la Isabel-Clara Simó', amb l'obra La persistència dels roures (2021)[1][5]
- 'Premi Llegir' (Fundació Bromera per al foment de la lectura, Alzira, (2014)[1]
- 'Premi Enric Valor de narrativa curta' (AC La Garrofera, l'Alcúdia de Crespins, (2014)[1]